# Brian Lenihan (1959–2011)
Brian Joseph Lenihan (irl. Brian Seosamh Ó Luineacháin; ur. 21 maja 1959 w Dublinie, zm. 10 czerwca 2011 tamże) – irlandzki polityk i prawnik, członek Fianna Fáil, minister sprawiedliwości, równości i reformy prawa w latach 2007–2008, minister finansów w latach 2008–2011.

## Życiorys

### Wykształcenie i działalność zawodowa
Brian Lenihan urodził się w Dublinie w 1959. Wywodził się z rodziny o wieloletnich tradycjach politycznych. W skład parlamentu byli wybierani jego dziadek Patrick Lenihan, ojciec Brian Lenihan, ciotka Mary O’Rourke i brat Conor Lenihan.
Kształcił się w Belvedere College, Trinity College w Dublinie oraz Sidney Sussex College w ramach University of Cambridge. Szkolił się również w kształcącej prawników instytucji King’s Inns. W 1984 został przyjęty w szeregi irlandzkiej adwokatury, zajął się również działalnością dydaktyczną jako wykładowca Trinity College w Dublinie (1984–1996).

### Działalność polityczna
W latach 1992–1995 był członkiem Criminal Injuries Compensation Tribunal (instytucji zajmującej się kompensacjami dla ofiar przestępstw) oraz członkiem komisji Garda Síochána. W 1996, po śmierci swego ojca, wygrał wybory uzupełniające w okręgu wyborczym Dublin West, zasiadając w Dáil Éireann. W wyborach parlamentarnych w 1997 uzyskał reelekcję do niższej izby Oireachtas, podobnie jak w 2002, 2007 i 2011.
W latach 1997–2002 zajmował stanowisko przewodniczącego parlamentarnej komisji konstytucyjnej. Od 2002 do 2007 był ministrem stanu (niewchodzącym w skład gabinetu) w ministerstwie zdrowia i dzieci. 14 maja 2007, po wyborach parlamentarnych, został mianowany ministrem sprawiedliwości, równości i reformy prawa w gabinecie premiera Bertiego Aherna. Resortem tym w latach 1964-1968 kierował także jego ojciec.
7 maja 2008 objął stanowisko ministra finansów w gabinecie nowego premiera Briana Cowena. W październiku 2008, w okresie kryzysu gospodarczego, przedstawił projekt budżetu na następny rok. Wywołał on kontrowersje i protesty społeczeństwa irlandzkiego z powodu propozycji odebrania osobom powyżej 70. roku życia, których tygodniowe dochody przekroczyły określoną wielkość, prawa do tzw. karty medycznej. Jako minister finansów negocjował również i ostatecznie podpisał porozumienie o udzieleniu Irlandii przez MFW i UE pożyczki związanej ze skutkami kryzysu gospodarczego.
W marcu 2011, po przegranej Fianna Fáil w wyborach parlamentarnych, odszedł ze stanowiska ministra finansów. Utrzymał jednak mandat deputowanego do parlamentu. W tym samym miesiącu objął funkcję wiceprzewodniczącego Fianna Fáil oraz jej rzecznika do spraw finansów. Zmarł trzy miesiące później w swoim domu w zachodnim Dublinie na raka trzustki, który został u niego zdiagnozowany w grudniu 2009.

## Życie prywatne
Był żonaty z Patricią Ryan, miał córkę i syna.